# Саут-Юніонтаун (Пенсільванія)
Саут-Юніонтаун (англ. South Uniontown) — переписна місцевість (CDP) в США, в окрузі Файєтт штату Пенсільванія. Населення — 1325 осіб (2020).

## Географія
Саут-Юніонтаун розташований за координатами 39°53′38″ пн. ш. 79°44′48″ зх. д. / 39.89389° пн. ш. 79.74667° зх. д. (39.893883, -79.746608).  За даними Бюро перепису населення США в 2010 році переписна місцевість мала площу 1,18 км², уся площа — суходіл.

## Демографія
Згідно з переписом 2010 року, у переписній місцевості мешкало 1360 осіб у 565 домогосподарствах у складі 379 родин. Густота населення становила 1155 осіб/км².  Було 590 помешкань (501/км²).
Расовий склад населення:
| - 92,5 % — білих - 4,9 % — чорних або афроамериканців - 0,3 % — корінних американців - 0,1 % — азіатів |

До двох чи більше рас належало 2,1 %. Частка іспаномовних становила 0,9 % від усіх жителів.
За віковим діапазоном населення розподілялося таким чином: 21,0 % — особи молодші 18 років, 62,3 % — особи у віці 18—64 років, 16,7 % — особи у віці 65 років та старші. Медіана віку мешканця становила 42,2 року. На 100 осіб жіночої статі у переписній місцевості припадало 92,4 чоловіків;  на 100 жінок у віці від 18 років та старших — 88,8 чоловіків також старших 18 років.
Середній дохід на одне домашнє господарство  становив 57 692 долари США (медіана — 50 563), а середній дохід на одну сім'ю — 69 529 доларів (медіана — 64 583). За межею бідності перебувало 7,0 % осіб, у тому числі 4,8 % дітей у віці до 18 років та 9,1 % осіб у віці 65 років та старших.
Цивільне працевлаштоване населення становило 523 особи. Основні галузі зайнятості: освіта, охорона здоров'я та соціальна допомога — 23,3 %, будівництво — 13,8 %, мистецтво, розваги та відпочинок — 12,2 %, роздрібна торгівля — 11,5 %.